# フルチ・シークロ
フルチ・シークロ（イタリア語: Furci Siculo）は、イタリア共和国シチリア州メッシーナ県にある、人口約3,300人の基礎自治体（コムーネ）。

## 地理

### 位置・広がり
メッシーナ県南東部のコムーネ。県都メッシーナから南南西へ30kmの距離にある。

#### 隣接コムーネ
隣接するコムーネは以下の通り。
- カザルヴェッキオ・シークロ
- パリアーラ
- ロッカルメーラ
- サンタ・ルチーア・デル・メーラ
- サンタ・テレーザ・ディ・リーヴァ
- サーヴォカ

## 行政

### 分離集落
フルチ・シークロには、以下の分離集落（フラツィオーネ）がある。
- Grotte, Calcare, Artale